# 소련인

소련인의 기

소련인은 구 소련 사람들을 가리키는 국민명이다. 구 소련의 분열이후에도 각 공화국 내부에서 스스로의 민족정체성을 소련인으로 정하는 사람들이 있다.

## 정의
구 소련의 민족구성은 매우 복잡하여, 공화국의 이름에 쓰인 명목민족인 러시아인, 벨라루스인, 우크라이나인 등 외에도 수 백개의 민족이 있었다.
소련인이라는 민족범위는 일종의 국가정체성으로서, 예를 들어 "미국인"이라는 개념과 유사하다. 소련의 붕괴 이후, 많은 소련인들이 그들의 민족정체성으로 복귀하였지만, 아직도 소련인을 자칭하는 사람들이 남아 있다.

## 같이 보기
- 소련 국민주의
- 유고슬라브인
- 미국인